# Alboin
Alboin, eller Albuin, död 572 eller 573, var en langobardisk kung, och grundare av det langobardiska riket i Italien.

## Biografi
Alboin efterträdde, efter de legendartade berättelserna om hans ungdomsbragder som finns bevarade, sin fader Audoin som kung över langobarderna. I spetsen för dessa, vilka då bodde i Pannonien vid Donau, och med hjälp av avarerna besegrade Alboin omkring år 567 gepiderna, dödade med egen hand deras kung Kunimund och fick på sin del av segerbytet även dennes dotter Rosamunda. 
Snart fortsatte han med sitt folk (568) över Alperna och erövrade större delen av norra Italien, det sedan så kallade Lombardiet. Alboin blev i maj eller juni 572 mördad på anstiftan av sin hustru, gepidkungens dotter Rosamunda, berättar Paulus diakonen, därför att han vid ett gästabud i Verona tvingade henne att dricka ur en bägare som han enligt urgammal, barbarisk stamsed låtit förfärdiga av den besegrade gepidkungens huvudskål. Rosamunda och hennes bägge medsammansvurne, Alboins vapendragare och dibroder Helmegis och hennes förtrogne Peredeo, måste fly undan de förbittrade langobardernas hämnd till exarken av Ravenna, kejsarens av Bysantinska riket område.

## Galleri

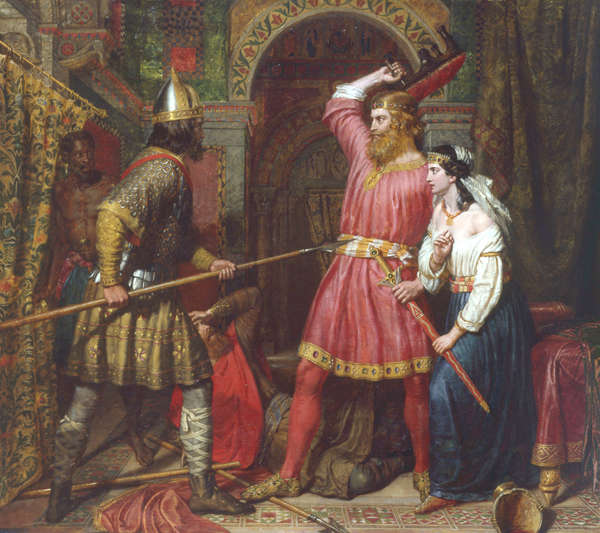
Mordet på Alboin, kung av langobarderna (1859) av Charles Landseer, Leicester Galleries